# Ptychopyxis caput-medusae
Ptychopyxis caput-medusae är en törelväxtart som först beskrevs av Joseph Dalton Hooker, och fick sitt nu gällande namn av Henry Nicholas Ridley. Ptychopyxis caput-medusae ingår i släktet Ptychopyxis och familjen törelväxter. Inga underarter finns listade i Catalogue of Life.